# Неолитический Ашкелон

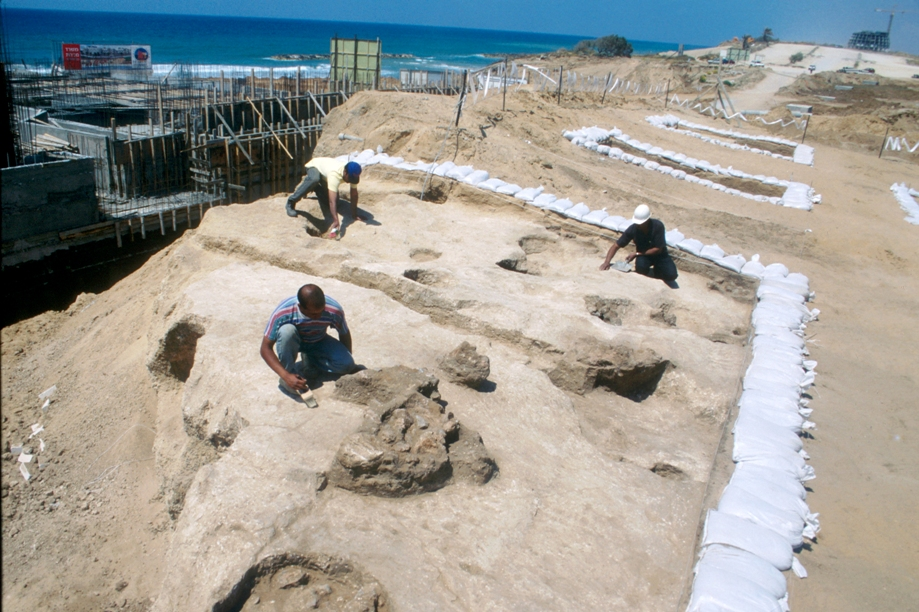
Раскоп в неолитическом Ашкелоне

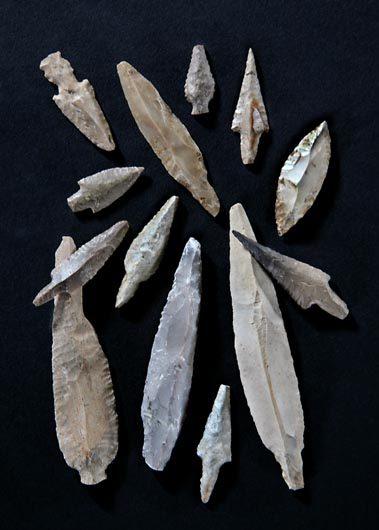
Кремнёвые наконечники стрел докерамического неолита C из Ашкелона

Неолитическое поселение близ современного израильского города Ашкелон находится на средиземноморском побережье в 1,5 км к северу от Тель-Ашкелон. Оно датируется радиоуглеродным методом около 5950 до н.э. (некалиброванная датировка) и относится к плохо изученной стадии докерамического неолита C.
Неолитическое поселение открыл и раскопал в 1954 году французский археолог Жан Перро. В 1997—1998 годы здесь были проведены крупномасштабные раскопки под руководством Йосефа Гарфинкеля под эгидой Еврейского университета Иерусалима, охватившие площадь около 1000 м². Окончательный отчёт о данных раскопках был опубликован в 2008 году.
При раскопках обнаружены более сотни очагов, многочисленные колодцы, однако не обнаружено признаков постоянных сооружений, за исключением одной стены. Отмечено несколько слоёв, соответствующих различным фазам существования поселения, между которыми — стерильные слои морского песка, что свидетельствует о том, что поселение носило сезонный характер.
Основные находки — невероятно большое количество костей животных (около 100000) и 20000 кремнёвых артефактов, что необычно: как правило, в неолитических поселениях количество кремнёвых изделий намного превосходит количество животных костей. Кости относятся как к домашним, так и к диким животным.
По-видимому, жители Ашкелона были пастухами-кочевниками, занимались забоем скота и заготовкой мяса, для засолки которого могли использовать соль из близлежащего моря.